# Emmanuel Petit
Emmanuel Laurent Petit (Dieppe, Normandía, 22 de septiembre de 1970) es un exfutbolista francés que jugó en clubes como AS Mónaco, Arsenal, Barcelona y Chelsea como mediocampista. Representó a Francia a nivel internacional en dos Copas Mundiales de la FIFA y dos Campeonatos de Europa; marcó el tercer gol en la victoria de la Selección de Francia por 3-0 en la final de la Copa Mundial de la FIFA de 1998 y también fue miembro de la escuadra francesa que ganó la UEFA Euro 2000.

## Trayectoria
Petit es recordado por su gol con la selección francesa contra Brasil (3-0), en la final del Mundial de Francia 1998. Dos años después, Petit se alzó con la Eurocopa de 2000 en Bélgica y los Países Bajos. 
Como jugador de club, en cambio, perdió dos finales: la Recopa de Europa de 1992 y la Copa de la UEFA de 2000. Tras ganar la liga y la copa de Francia con el Mónaco, Petit fichó por el Arsenal de Londres, donde consiguió la copa y la liga. 
Posteriormente pasó a formar parte de las filas del Barcelona donde no llegó a triunfar, para luego ser traspasado al Chelsea inglés donde culminó su carrera como futbolista.

## Selección nacional
Fue internacional con la Selección de Francia en 63 partidos marcando seis goles.

### Participaciones en Copas del Mundo
| Copa              | Sede                | Resultado    | Partidos | Goles |
| ----------------- | ------------------- | ------------ | -------- | ----- |
| Copa Mundial 1998 | Francia             | Campeón      | 7        | 2     |
| Copa Mundial 2002 | Corea del Sur Japón | Primera fase | 3        | 0     |

### Participaciones en Eurocopas
| Copa          | Sede                   | Resultado    | Partidos | Goles |
| ------------- | ---------------------- | ------------ | -------- | ----- |
| Eurocopa 1992 | Suecia                 | Primera fase | 0        | 0     |
| Eurocopa 2000 | Bélgica · Países Bajos | Campeón      | 3        | 0     |

## Estadísticas

### Clubes
| Club | Div.          | Temporada     | Liga  | Liga  | Copas nacionales(1) | Copas nacionales(1) | Copa de la Liga(2) | Copa de la Liga(2) | Torneos internacionales(3) | Torneos internacionales(3) | Otros(4) | Otros(4) | Total | Total |
| Club | Div.          | Temporada     | Part. | Goles | Part.               | Goles               | Part.              | Goles              | Part.                      | Goles                      | Part.    | Goles    | Part. | Goles |
| --- | ------------- | ------------- | ----- | ----- | ------------------- | ------------------- | ------------------ | ------------------ | -------------------------- | -------------------------- | -------- | -------- | ----- | ----- |
| A. S. Monaco F. C. Francia | 1.ª           | 1988-89       | 9     | 0     | 9                   | 1                   | —                  | —                  | 0                          | 0                          | —        | —        | 18    | 1     |
| A. S. Monaco F. C. Francia | 1.ª           | 1989-90       | 28    | 0     | 1                   | 0                   | —                  | —                  | 7                          | 0                          | —        | —        | 36    | 0     |
| A. S. Monaco F. C. Francia | 1.ª           | 1990-91       | 27    | 1     | 6                   | 0                   | —                  | —                  | 5                          | 0                          | —        | —        | 38    | 1     |
| A. S. Monaco F. C. Francia | 1.ª           | 1991-92       | 28    | 0     | 4                   | 0                   | —                  | —                  | 7                          | 0                          | —        | —        | 39    | 0     |
| A. S. Monaco F. C. Francia | 1.ª           | 1992-93       | 25    | 1     | 2                   | 0                   | —                  | —                  | —                          | —                          | —        | —        | 27    | 1     |
| A. S. Monaco F. C. Francia | 1.ª           | 1993-94       | 28    | 0     | 2                   | 0                   | —                  | —                  | 10                         | 0                          | —        | —        | 40    | 0     |
| A. S. Monaco F. C. Francia | 1.ª           | 1994-95       | 25    | 1     | 1                   | 0                   | 1                  | 0                  | —                          | —                          | —        | —        | 27    | 1     |
| A. S. Monaco F. C. Francia | 1.ª           | 1995-96       | 23    | 1     | 3                   | 0                   | 0                  | 0                  | 1                          | 0                          | —        | —        | 27    | 1     |
| A. S. Monaco F. C. Francia | 1.ª           | 1996-97       | 29    | 0     | 1                   | 0                   | 3                  | 0                  | 7                          | 0                          | —        | —        | 40    | 0     |
| A. S. Monaco F. C. Francia | Total club    | Total club    | 222   | 4     | 29                  | 1                   | 4                  | 0                  | 37                         | 0                          | —        | —        | 292   | 5     |
| Arsenal F. C. Inglaterra | 1.ª           | 1997-98       | 32    | 2     | 7                   | 0                   | 3                  | 0                  | 2                          | 0                          | —        | —        | 44    | 2     |
| Arsenal F. C. Inglaterra | 1.ª           | 1998-99       | 26    | 4     | 3                   | 2                   | 0                  | 0                  | 3                          | 0                          | 1        | 0        | 33    | 6     |
| Arsenal F. C. Inglaterra | 1.ª           | 1999-00       | 27    | 3     | 3                   | 0                   | 0                  | 0                  | 10                         | 0                          | 1        | 0        | 41    | 3     |
| Arsenal F. C. Inglaterra | Total club    | Total club    | 85    | 9     | 13                  | 2                   | 3                  | 0                  | 15                         | 0                          | 2        | 0        | 118   | 11    |
| F. C. Barcelona · España | 1.ª           | 2000-01       | 23    | 1     | 5                   | 0                   | —                  | —                  | 10                         | 0                          | —        | —        | 38    | 1     |
| Chelsea F. C. Inglaterra | 1.ª           | 2001-02       | 27    | 1     | 6                   | 0                   | 2                  | 0                  | 3                          | 0                          | —        | —        | 38    | 1     |
| Chelsea F. C. Inglaterra | 1.ª           | 2002-03       | 24    | 1     | 5                   | 0                   | 1                  | 1                  | 1                          | 0                          | —        | —        | 31    | 2     |
| Chelsea F. C. Inglaterra | 1.ª           | 2003-04       | 4     | 0     | 1                   | 0                   | 0                  | 0                  | 2                          | 0                          | —        | —        | 7     | 0     |
| Chelsea F. C. Inglaterra | Total club    | Total club    | 55    | 2     | 12                  | 0                   | 3                  | 1                  | 6                          | 0                          | —        | —        | 76    | 3     |
| Total carrera | Total carrera | Total carrera | 385   | 16    | 59                  | 3                   | 10                 | 1                  | 68                         | 0                          | 2        | 0        | 524   | 20    |
| (1) Incluye datos de la Copa de Francia (1988-97), FA Cup (1997-04) y Copa del Rey (2000-01). (2) Incluye datos de la Copa de la Liga de Francia (1994-97) y Copa de la Liga de Inglaterra (1997-03). (3) Incluye datos de la Recopa de Europa (1989-92), Copa de la UEFA (1990-03) y Liga de Campeones (1993-04). (4) Incluye datos de la Charity Shield (1998-99). |               |               |       |       |                     |                     |                    |                    |                            |                            |          |          |       |       |

## Palmarés

### Campeonatos nacionales
| Título          | Club               | País       | Año  |
| --------------- | ------------------ | ---------- | ---- |
| Copa de Francia | A. S. Monaco F. C. | Francia    | 1991 |
| Division 1      | A. S. Monaco F. C. | Francia    | 1997 |
| Premier League  | Arsenal F. C.      | Inglaterra | 1998 |
| FA Cup          | Arsenal F. C.      | Inglaterra | 1998 |
| Charity Shield  | Arsenal F. C.      | Inglaterra | 1998 |
| Charity Shield  | Arsenal F. C.      | Inglaterra | 1999 |

### Campeonatos internacionales
| Título                 | Club                 | País                   | Año  |
| ---------------------- | -------------------- | ---------------------- | ---- |
| Copa Mundial de Fútbol | Selección de Francia | Francia                | 1998 |
| Eurocopa               | Selección de Francia | Bélgica · Países Bajos | 2000 |

### Distinciones individuales
| Distinción                           | Año  |
| ------------------------------------ | ---- |
| Jugador francés joven del año        | 1990 |
| Jugador del Mes de la Premier League | 1998 |
| Once de Bronce                       | 1998 |
| Equipo del año PFA                   | 1999 |

### Condecoraciones
| Distinción                      | Año  |
| ------------------------------- | ---- |
| Caballero de la Legión de Honor | 1998 |